# Jāzeps Rancāns
Jāzeps Rancāns (25. října 1886 Ludzinský újezd – 2. prosince 1969 Grand Rapids) byl lotyšský římskokatolický kněz a politik. Absolvoval seminář v Petrohradu a v roce 1911 byl vysvěcen na kněze, za první světové války sloužil v carské armádě jako vojenský kaplan. Po válce patřil k předním zastáncům lotyšské nezávislosti, v roce 1920 se stal zakladatelem a předsedou Strany křesťanských zemědělců a katolíků, za kterou byl v letech 1922 až 1934 poslancem lotyšského parlamentu. V letech 1919 až 1925 byl vyslancem Lotyšska ve Vatikánu a podařilo se mu vyjednat konkordát. V roce 1923 se stal pomocným biskupem rižské arcidiecéze a titulárním biskupem v Marcopolis. Zastával také funkci děkana teologické fakulty na Latvijas Universitāte. Za druhé světové války byl členem Lotyšské ústřední rady, usilující o obnovení nezávislého Lotyšska. Po obsazení země sovětskými jednotkami odešel do USA, kde působil až do své smrti v roce 1969 jako předseda exilové lotyšské vlády. V roce 1995 byly jeho ostatky exhumovány a uloženy v bazilice Nanebevzetí Panny Marie v Agloně.